# Earl of Essex

Wappen der aktuellen Earls of Essex aus dem Hause Capell

Earl of Essex ist ein erblicher britischer Adelstitel, der achtmal in der Peerage of England verliehen wurde und nach dem County Essex benannt ist.

## Verleihungen
Die Earlswürde wurde erstmals, vermutlich im Dezember 1139, von König Stephan für Geoffrey de Mandeville geschaffen. Beim Tod seines jüngeren Sohnes, des 3. Earls, am 14. November 1189 erlosch der Titel.
Der Titel wurde am 27. Mai 1199 an Geoffrey Fitzpeter in zweiter Verleihung neu verliehen. Dieser war mit einer Nichte zweiten Grades des letzten Earls verheiratet und hatte aus deren Recht dessen Ländereien geerbt. Mit dem Tod seines jüngeren Sohnes, des 3. Earls, am 8. Januar 1227 erlosch der Titel erneut.
Die dritte Verleihung ging am 28. April 1228 an Humphrey de Bohun, 2. Earl of Hereford aus dem Haus Bohun, dessen Vater Henry de Bohun Maud de Mandeville, eine Schwester der letzten beiden Earls geheiratet sowie ihm 1220 den 1200 für ihn geschaffenen Titel Earl of Hereford vererbt hatte. Beide Earldoms erloschen 1373 beim Tod des siebten bzw. sechsten Earls am 26. Januar 1373 erneut.
1376 heiratete Thomas of Woodstock, jüngster Sohn des Königs Eduard III. Eleanor de Bohun, eine der beiden damals noch minderjährigen Töchter des letzten Earls. Als diese um 1381 volljährig wurde, erhielt er aus ihrem Recht die Kontrolle über die Ländereien des erloschenen Earldoms of Essex und nannte sich selbst Earl of Essex. Der Titel wurde ihm aber wohl nie formell verliehen. 1385 wurde er zum Duke of Gloucester erhoben, opponierte aber als Lords Appellant gegen den König und bekam 1397 alle Titel wegen Hochverrats aberkannt.
In vierter Verleihung wurde der Titel am 30. Juni 1461 für Henry Bourchier, 1. Viscount Bourchier, neu geschaffen. Er war bereits 1446 zum Viscount Bourchier erhoben worden und hatte 1443 den 1342 geschaffenen Titel 5. Baron Bourchier geerbt. Earldom und Viscountcy erloschen beim Tod seines Sohnes, des 2. Earls, am 13. März 1540.
Bereits am 17. April 1540 wurde der Titel an Thomas Cromwell, 1. Baron Cromwell neu verliehen. Er war bereits 1536 zum Baron Cromwell erhoben worden. Er wurde am 28. Juli 1540 wegen Hochverrats hingerichtet und ihm seine Titel aberkannt.
Am 23. Dezember 1543 wurde der Titel an William Parr verliehen, der Anne Bourchier, 7. Baroness Bourchier, die Tochter des 2. Earls vierter Verleihung geheiratet hatte. Er wurde 1547 auch zum Marquess of Northampton und Baron Parr erhoben. Seine Titel wurden ihm unter Königin Maria am 18. August 1553 wegen Hochverrats aberkannt, er wurde aber schließlich von Königin Elisabeth I. begnadigt und ihm mindestens sein Marquesstitel am 13. Januar 1559 wiederhergestellt. Da er keine legitimen Kinder hatte, erloschen seine Titel bei seinem Tod am 28. Oktober 1571.
In siebter Verleihung wurde der Titel am 4. Mai 1572 für Walter Devereux, 2. Viscount Hereford neu geschaffen. Er war in weiblicher Linie ein Nachfahre des 1. Earls vierter Verleihung und hatte beim Tod der ersten Gattin des 1. Earls sechster Verleihung deren Titel als 8. Baron Bourchier geerbt. Zudem hatte er von seinem Vater 1558 die 1550 und 1229 geschaffenen Titel 2. Viscount Hereford und 10. Baron Ferrers of Chartley geerbt. Das Earldom erlosch beim Tod des dritten Earls 1646.
In achter und bislang letzter Verleihung wurde der Titel am 20. April 1661 Arthur Capell, 2. Baron Capell, verliehen, zusammen mit dem nachgeordneten Titel Viscount Malden, of Malden in the County of Essex. 1649 hatte er bereits den am 5. August 1641 seinem Vater verliehenen Titel Baron Capell, of Hadham in the County of Hertford geerbt. Nach dem Tod des 9. Earls 1981 dauerte es bis 1989, bis dessen Onkel vierten Grades seinen Anspruch als nächstberechtigter Erbe rechtswirksam nachweisen konnte und rückwirkend als 10. Earl bestätigt wurde. Der Heir Apparent des amtierenden Earls neunter Verleihung führt den Höflichkeitstitel Viscount Malden.

## Liste der Earls of Essex

### Earls of Essex, erste Verleihung (um 1139)
- Geoffrey de Mandeville, 1. Earl of Essex († 1144)
- Geoffrey de Mandeville, 2. Earl of Essex († 1160)
- William de Mandeville, 3. Earl of Essex († 1189)

### Earls of Essex, zweite Verleihung (1199)
- Geoffrey Fitzpeter, 1. Earl of Essex († 1213)
- Geoffrey FitzGeoffrey de Mandeville, 2. Earl of Essex († 1216)
- William FitzGeoffrey de Mandeville, 3. Earl of Essex († 1227)

### Earls of Essex, dritte Verleihung (1228)
- Humphrey de Bohun, 2. Earl of Hereford, 1. Earl of Essex († 1275)
- Humphrey de Bohun, 3. Earl of Hereford, 2. Earl of Essex († 1298)
- Humphrey de Bohun, 4. Earl of Hereford, 3. Earl of Essex († 1322)
- John de Bohun, 5. Earl of Hereford, 4. Earl of Essex († 1336)
- Humphrey de Bohun, 6. Earl of Hereford, 5. Earl of Essex (1309–1361)
- Humphrey de Bohun, 7. Earl of Hereford, 6. Earl of Essex (1342–1373)

### Earls of Essex, vierte Verleihung (1461)
- Henry Bourchier, 1. Earl of Essex († 1483)
- Henry Bourchier, 2. Earl of Essex († 1540)

### Earls of Essex, fünfte Verleihung (1540)
- Thomas Cromwell, 1. Earl of Essex (1485–1540) (verwirkt)

### Earls of Essex, sechste Verleihung (1543)
- William Parr, 1. Marquess of Northampton, 1. Earl of Essex (um 1512–1571) (Titel verwirkt 1553)

### Earls of Essex, siebte Verleihung (1572)
- Walter Devereux, 1. Earl of Essex (1539–1576)
- Robert Devereux, 2. Earl of Essex (1565–1601) (Titel verwirkt 1601)
- Robert Devereux, 3. Earl of Essex (1591–1646) (Titel wiederhergestellt 1604)

### Earls of Essex, achte Verleihung (1661)
- Arthur Capell, 1. Earl of Essex (1631–1683)
- Algernon Capell, 2. Earl of Essex (1670–1710)
- William Capell, 3. Earl of Essex (1697–1743)
- William Capell, 4. Earl of Essex (1732–1799)
- George Capell, 5. Earl of Essex (1757–1839)
- Arthur Capell, 6. Earl of Essex (1803–1892)
- George Capell, 7. Earl of Essex (1857–1916)
- Algernon Capell, 8. Earl of Essex (1884–1966)
- Reginald Capell, 9. Earl of Essex (1906–1981)
- Robert Capell, 10. Earl of Essex (1920–2005)
- Paul Capell, 11. Earl of Essex (* 1944)

Mutmaßlicher Titelerbe (Heir Presumptive) ist ein Cousin vierten Grades des amtierenden Earls, William Jennings Capell (* 1952).